# Kuno Füssel

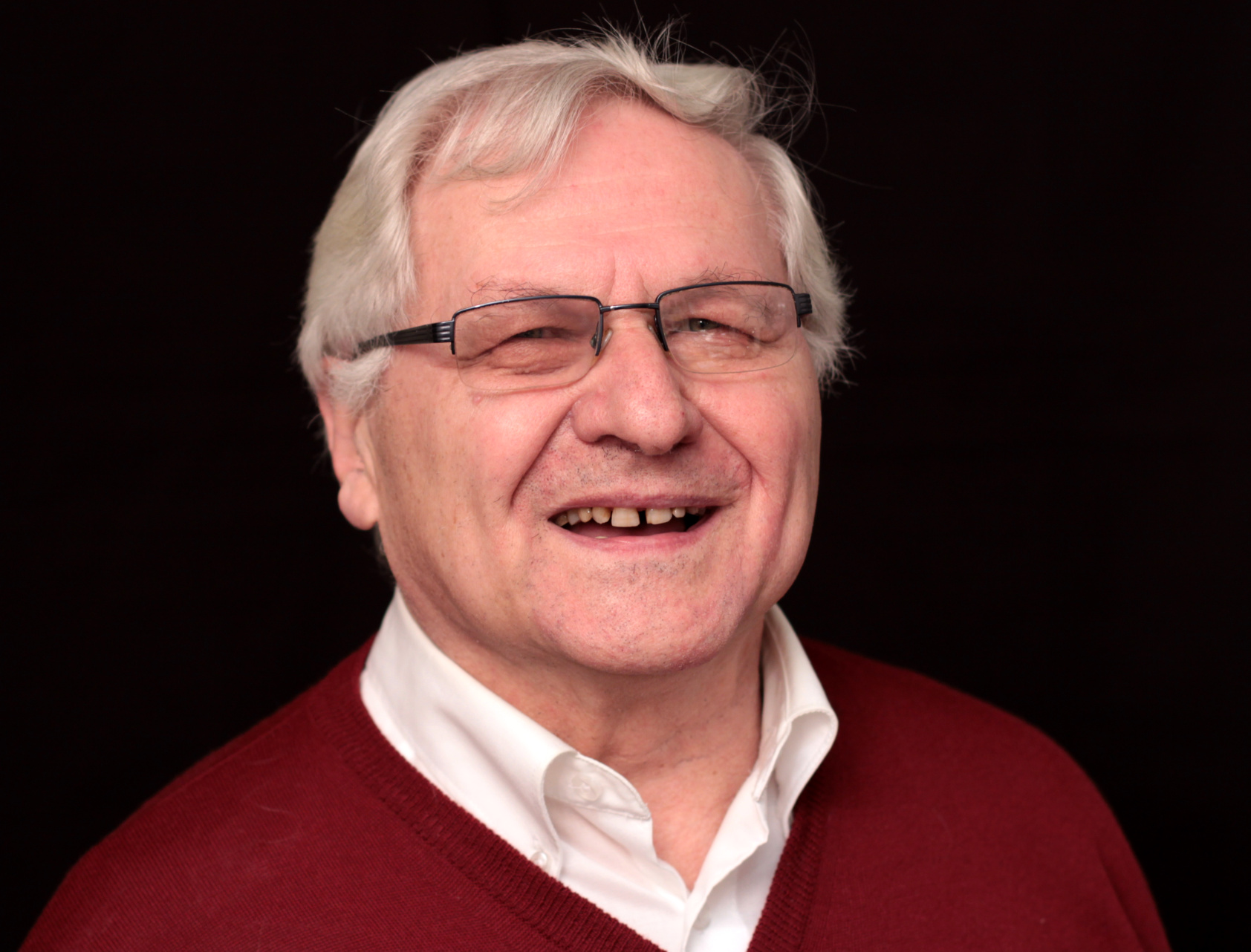
Kuno Füssel

Kunibert „Kuno“ Füssel (* 23. September 1941 in Trier) ist ein römisch-katholischer Theologe und Buchautor.

## Leben
Nach dem Studium der Mathematik und der Physik arbeitete Füssel einige Zeit bei einer großen Computerfirma, bis er sich entschloss, Theologie zu studieren. Er wurde 1975 in Theologie an der Theologischen Fakultät in Münster  bei Karl Rahner SJ und Johann Baptist Metz mit einer Arbeit über Wissenschaftstheorie promoviert. Von 1971 bis 1982 war er Wissenschaftlicher Assistent von Metz am Lehrstuhl für Fundamentaltheologie und von Herbert Vorgrimler am Lehrstuhl für Dogmatik. In den folgenden Jahren hatte Füssel Lehraufträge an verschiedenen Universitäten und war als Übersetzer (Französisch und Spanisch) tätig. Von 1998 bis zu seiner Pensionierung im Jahre 2007 war Füssel Lehrer für Mathematik, Physik und Religion an der Berufsbildenden Schule Wirtschaft in Koblenz.
Füssel lebt in Andernach. Sein Sohn Marian Füssel ist Professor für Geschichte der Frühen Neuzeit an der Universität Göttingen.

## Wirken
Füssel gilt als Befreiungstheologe. In den 1980er Jahren wirkte Füssel am Institut für Religionswissenschaft an der Universität Bremen, wo er eine Lehrstuhlvertretung ausübte, bis 1989 Hans G. Kippenberg den Ruf auf den neu eingerichteten Lehrstuhl für Religionswissenschaft mit dem Schwerpunkt Geschichte und Theorie der Religionen erhielt. Der Stadt Bremen blieb Füssel jedoch treu: Von 1983 bis 2012 führte er ein jährliches Seminar in der evangelisch-lutherischen Kirchengemeinde Bremen-Lüssum durch, in dem materialistische Bibelauslegung gelehrt wurde.
1991 gehörte er zu den Mitbegründern des Vereins Gesellschaft zum Schutz von Bürgerrecht und Menschenwürde.

## Ehrung
Zu seinem 70. Geburtstag wurde er durch das Pfarrei-Team der Kirche im schweizerischen Frenkendorf-Füllinsdorf in der Luzerner Hofkirche mit einem Orgelkonzert zu diesem Festtag geehrt. Im Rahmen der anschließenden Feier wurde Füssel eine Festschrift überreicht. Mit der Feier sollte unter dem Motto 150 Jahre Theologie der Befreiung zudem auch der 80. Geburtstag des Befreiungstheologen Franz Hinkelammert begangen werden; dieser musste jedoch erkrankt absagen.
Anlässlich seines 80. Geburtstages wurden Gesammelte Schriften Füssels in sechs Bänden veröffentlicht. Als Herausgeber fungieren Maria Klemm, Odilo Noti und Michael Ramminger. Im Vorwort gratulieren u. a. Dick Boer, Ulrich Duchrow, Wolfgang Haug, Frigga Haug, Franz Josef Hinkelammert, Brigitte Kahl, Franz Segbers und Fulbert Steffensky.

## Werke

### Theologie
- Sprache, Religion, Ideologie. Von einer sprachanalytischen zu einer materialistischen Theologie. Peter Lang, Frankfurt u. a. 1982 (Europäische Hochschulschriften XXIII/165).
- Zeichen und Strukturen. Einführung in Grundbegriffe, Positionen und Tendenzen des Strukturalismus. Edition Liberación, Münster 1983.
- Theorien der Ideologie. Ein kritischer Überblick. Kohlhammer, Stuttgart 1984.
- Im Zeichen des Monstrums. Zur Staatskritik der Johannes-Apokalypse. Edition Exodus, Luzern 1986.
- mit Hartmut Futterlieb: Drei Tage mit Jesus im Tempel. Edition Liberación, Münster 1987.
- mit Franz J. Hinkelammert, Markus Mugglin, Raúl Vidales: In euren Häusern liegt das geraubte Gut der Armen. Ökonomisch-theologische Beiträge zur Verschuldungskrise. Edition Exodus, Luzern 1989.
- mit Dorothee Sölle, Fulbert Steffensky: Die Sowohl-als-auch-Falle. Eine theologische Kritik des Postmodernismus. Edition Exodus, Luzern 1993.
- mit Franz Segbers: So lernen die Völker des Erdkreises Gerechtigkeit. Edition Exodus, Luzern 1995.
- mit Günter Brakelmann, Hans G. Nutzinger, Hartmut Przybylski: Ökonomie und Ethik II. Die Herausforderung der Arbeitslosigkeit. Haag + Herchen, Frankfurt am Main 1998.
- mit Martin Burckhardt, Christoph Deutschmann, Wolfgang Eßbach: Gott und die Katastrophen. Eine Debatte über Religion, Gewalt und Säkularisierung. Zeitungsverlag Freitag, 2003.
- mit Eva Füssel: Der verschwundene Körper. Neuzugänge zum Markusevangelium. Edition Exodus, Luzern 2001.
- Hrsg. mit Josef Bruhin, Paul Petzel, Heinz Robert Schlette: Misere und Rettung. Nikolaus Klein SJ zu Ehren – Beiträge zu Theologie, Politik und Kultur. Edition Exodus, Luzern 2007, ISBN 978-3-905577-17-4.
- Hrsg. mit Michael Ramminger: Zwischen Medellín und Paris. 1968 und die Theologie. Edition ITP-Kompass, Münster 2009.
- Hrsg. mit Dick Boer und Michael Ramminger: Was verdrängt, aber nicht ausgelöscht werden kann. Diskussion über das Schicksal der Großen Erzählung. Edition ITP-Kompass Bd. 16, Münster 2014, ISBN 978-3-9813562-8-1.
- mit Günther Salz, Helmut Gelhardt: Das Ganze verändern: Beiträge zur Überwindung des Kapitalismus. KAB in der Diözese Trier (Herausgeber). Books on Demand, Norderstedt 2016, ISBN 978-3839146002.
- Hrsg. mit Michael Ramminger: Kapitalismus: Kult einer tödlichen Verschuldung; Walter Benjamins prophetisches Erbe. Edition ITP-Kompass, Münster 2021, ISBN 978-3-9819845-8-3.
- Gesammelte Schriften in sechs Bänden. Herausgegeben von Maria Klemm, Odilo Noti und Michael Ramminger. Institut für Theologie und Politik, Münster 2021.

### Mathematik
- mit Reinhard Jansen, William Middendorf, Dietmar Mrusek: Mathematik für Fachoberschulen. Stam, 2007.
- mit Artur Philippi: Mathematik Lernbausteine 3 und 4. Ausgabe Rheinland-Pfalz. Bildungsverlag E1ns, 2008.